# Liste der Monuments historiques in Mackenheim
Die Liste der Monuments historiques in Mackenheim führt die Monuments historiques in der französischen Gemeinde Mackenheim auf.

## Liste der Bauwerke
| Bezeichnung        | Beschreibung                            | Standort                                 | Kennzeichnung | Schutzstatus | Datum | Bild           |
| ------------------ | --------------------------------------- | ---------------------------------------- | ------------- | ------------ | ----- | -------------- |
| Jüdischer Friedhof | Verbandsfriedhof, erstmals 1608 erwähnt | östlich des Ortes im Gemeindewald (Lage) | PA67000050    | Inscrit      | 2001  | weitere Bilder |